# 托里切利語族
托里切利語族(Torricelli languages)是一個由大約五十個巴布亞新幾內亞北岸的語言所組成的語族，這些語言的總使用人數只有約80,000人。此語族以托里切利山脈為名。托里切利語族的語言中，有最多人講的是阿拉佩什語，其使用者約有30,000人左右。
目前被認為最可能和托里切利語族有關係的，是塞皮克語族。在此兩語族古語的重構中，人稱代詞的眾數型後綴皆為*-m；雙數型後綴皆為*-p。
托里切利語族的通行區為三個在地理上彼此分離的區域，證據顯示此情況可能是塞皮克語族使用者在數世紀前的遷徙所造成的。

## 分類
威爾海姆‧施密特(Wilhelm Schmidt)在1905年時提出一個此語族瓦佩分支語言、摩能伯分支語言，以及此語族最東端和西海岸地區語言之間的連結。1965年，大衛‧萊寇克(David Laycock)對此語族建立起一個更全面的內容。
晚近之時，羅斯將來寇克(Layock)和茲格拉更(Z'graggen)1975年所設立的孔比奧語分支分成不同的分支，他將孔比奧語置於帕雷(Palei)分支之內，並置沃姆語為一獨立的分支，由於資料缺乏，因此其他的一些語言(厄依提厄普語(Eitiep language)、托里切利語 (Lou/Torricelli language)、楊貝斯語(Yambes language)、阿魯厄克語(Aruek language)等)沒有分類。
- 沃姆語(Wom/Wam language language)
- 阿拉佩什語 (見文說明)
- 買買(Maimai)分支：南比語(Nambi language)、威阿齊語 (Minidien/Wiaki language)、西利普特語(Siliput language)、雅杭語(Yahang language)、赫有語(Heyo language), 貝里語(Beli language)
- 西瓦佩(West Wapei)分支: 塞提語(Seti language)、塞塔語(Seta language)、歐尼語(One language，其為一方言叢集(dialect cluster))
- 摩能伯(Monumbo)分支：摩能伯語、利勞語(Lilau language)
- 瑪利安堡(Marienberg)分支：本嘉因語(Bungain language)、威阿如姆斯語 (Wiarumus/Mandi language)、穆尼瓦拉語(Muniwara language)、烏里莫語(Urimo language)、卡馬撒烏語(Kamasau language)、厄勒皮語(Elepi language)、布那語(Buna language)
- 瓦佩(Wapei)分支：格瑙語(Gnau language)、乙斯語(Yis language)、堯語(Yau language)、歐樓語(Olo language)、厄爾克依語(Elkei language)、澳語(Au language)、乙爾語(Yil language)、迪阿語 (Alu/Dia language),、寧吉爾語(Ningil language)、西那更語 (Galu/Sinagen language)、雅朋達語(Yapunda language)、瓦爾曼語(Valman language)
- 帕雷(Palei)分支：烏里姆語(Urim language)、烏拉特語(Urat language)、孔比奧語(Kombio language)、阿吉語(Agi language)、阿如歐普語(Aruop language)、瓦那普語 (Kayik/Wanap language)、阿摩爾語 (Alatil/Aru/Amol language)、愛庫語(Aiku language) (安布拉克語(Ambrak language)、揚顧姆語(Yangum language))

## 形態概況
在巴布亞語言中，托里切利語族的語言很不尋常地以主詞─動詞─受詞(SVO)為其語序(多數的巴布亞語言，其基本語序為主詞─受詞─動詞(SOV))。之前人們認為這乃是因此類語言的使用者和南島語系使用者的接觸所造成的，但現在人們開始傾向認為這SVO的語序是源自原托里切利語的。(Donohue 2005)

## 人稱代詞
羅斯(Ross)所重構的原托里切利語人稱代詞如下：
| 我 | *ki         | 我們倆 | *ku-p  | 我們 | *ku-m, *əpə        |
| 你 | *yi, *ti    | 你們倆 | *ki-p  | 你們 | *ki-m, *ipa        |
| 他 | *ətə-n, *ni | 他們倆 | *ma-k  | 他們 | *ətə-m, *ma, *apa- |
| 她 | *ətə-k, *ku | 她們倆 | *kwa-k | 她們 | *ətə-l             |